# Industrial (piercing)
Een industrial is een piercing die boven in het oor door de buitenste kraakbeenrand wordt geplaatst. 
Het bijzondere van een Industrial is dat het gaat om één sieraad dat op twee punten door het oor gaat. In een industrial piercing wordt een extra lange rechte barbell gedragen. Sommige oren zijn niet geschikt voor een industrial. Een Industrial heeft in vergelijking met enkele kraakbeen piercings in het oor een verhoogde kans op uitgroeien. 
Als juweel wordt er een barbell piercing gebruikt, deze wordt schuin gepiercet waarbij deze niet hetzelfde is als een helix piercings wanneer de barbell uit wordt gehaald. Een helix piercing wordt recht gepiercet terwijl een industrial piercing schuin is.  

## Proces
Om rekening te houden met de zwelling wordt er een langer staafje, barbell piercing, in het oor gepiercet. Na zes à acht weken zal de zwelling zo goed als weg zijn waardoor je terug zal moeten gaan voor een "downsize", korter staafje, bij een professionele piercer. Indien je dit zelf probeert, is het risico dat de piercing dicht groeit groot, ook kan je de piercing wondes weer opensteken waardoor het genezingsproces opnieuw begint.